# Bannière bleue
La bannière bleue (mandchou : ᡤᡠᠯᡠ
ᠯᠠᠮᡠᠨ
ᡤᡡᠰᠠ ; Möllendorff : gulu lamun gūsa, Taiqing : gulu lamun gvsa ; chinois : 正蓝旗 ; pinyin : zhēng lán qí ; litt. « bannière juste bleue » (par opposition aux bannières à bordures)), est une des huit bannières de la Dynastie Qing, mandchoue, en Chine. Avec la bannière rouge, la bannière blanche à bordure, la bannière rouge à bordure et la bannière bleue à bordure, elles forment les « Cinq bannières inférieures » (下五旗).

## Description

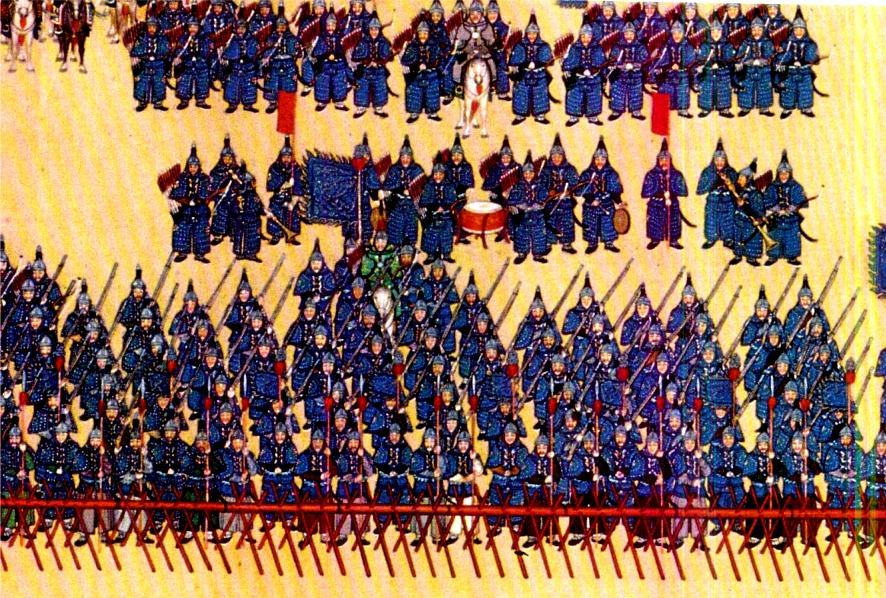
Officiers et soldats de la bannière bleue.

Cette bannière est composées d'armées de Mandchous, Mongols et Hans, dont l'origine en est Manggultai (zh) assumant la charge de représentant la bannière des Quatre grands Beile (zh) (四大贝勒). En 1632, Manggultai, est démis de ses fonctions après un crime, le Khagan (empereur), Huang Taiji, assuma alors la charge de la bannière bleue, elle est alors passée parmi les trois bannières supérieures (上三旗), au côté de la bannière jaune et de la bannière jaune à bordure. Jusqu'à sa succession par Shunzhi, Dorgon, placé à la régence (du 8 octobre 1643 à 1650), assuma la bannière blanche qui s'éleva jusqu'au trois bannières supérieures et a fait descendre la bannière bleue dans les cinq bannières inférieures.

## Divisions
- Bannière mandchoue bleue
- Bannière han bleue
- Bannière mongole bleue
- Bannière auxiliaire bleue

### Sources bibliographiques
- (zh) 八旗史话 (histoire des huit bannières
- (zh) 清末北京陆军贵胄学堂 (de l'armée de terre des derniers Qing, 北京,‎ 27 mai 1906